# Platygaster huachucae
Platygaster huachucae är en stekelart som först beskrevs av William Harris Ashmead 1893.  Platygaster huachucae ingår i släktet Platygaster och familjen gallmyggesteklar. Inga underarter finns listade i Catalogue of Life.